# Last Resort (serie de televisión)
Last Resort (en España Último destino) es una serie de televisión estadounidense dramática militar creada por Shawn Ryan y Karl Gajdusek para la ABC y producida por Sony Pictures Television. Debutó el jueves 27 de septiembre de 2012 a las 8:00 p. m. (ET) en Estados Unidos.

## Argumento
La serie trata sobre la tripulación renegada del ficticio USS Colorado (SSBN-753), un submarino de misiles balísticos Clase Ohio perteneciente a la Armada de los Estados Unidos. Tras recoger en el mar a un equipo clandestino de los SEAL en las costas de Pakistán, el Colorado recibe una orden para lanzar misiles balísticos nucleares en Pakistán. Cuando el comandante del Colorado, el capitán Marcus Chaplin (Andre Braugher), solicita la confirmación de la orden de ataque (debido a que la recibieron a través de un canal de comunicación secundario legado de la Guerra Fría), sólo para ser utilizado en el caso de que Washington, D.C haya sido destruido, es relevado del mando por el entonces secretario de Defensa Adjunto William Curry. Su segundo al mando, el teniente comandante Sam Kendal (Scott Speedman), es puesto al mando en su lugar, pero cuando él también cuestiona las órdenes y pide confirmación, la nave es atacada por uno de los submarinos clase Virginia, el USS Illinois (SSN-786). Posteriormente son efectuados dos ataques con misiles nucleares sobre Pakistán por otras fuerzas de Estados Unidos.
Al darse cuenta de que han sido declarados enemigos de su propio país, buscan refugio en la isla Santa Marina (una isla ficticia francesa situada en el Océano Índico), que cuenta con un centro de comunicaciones y alerta de misiles de la OTAN. Cuando un par de Bombarderos B-1 son enviados a atacar al submarino y la isla, el capitán Chaplin lanza un misil nuclear Trident hacia Washington, D.C. para convencer a la jefatura nacional que va en serio. El B-1 se aleja en el último minuto, pero Chaplin (quien alteró las coordenadas finales del blanco del misil) permite que el misil sobrevuele visiblemente Washington, D.C y que explote 200 millas más allá en el Atlántico, siendo claramente visible desde Washington y Nueva York. A través de un comunicado por televisión para los medios de comunicación, declara una zona de exclusión de 200 millas alrededor de la isla Santa Marina. 
Ahora la tripulación debe encontrar una manera de demostrar su inocencia y descubrir quién en el gobierno de Estados Unidos los involucró en esto y así puedan finalmente volver a su país.

## Producción
La cadena televisiva ABC dio luz verde al episodio piloto en enero de 2012, permitiendo comenzar el rodaje. La serie es filmada en Hawái y producida por Sony Pictures Television. Se han encargado trece episodios, y el 19 de octubre de 2012, ABC encargó dos guiones adicionales para la serie.

## Capítulos
- Último Destino (Last Resort) 1 Capitán
- Último Destino (Last Resort) 2 Azul contra azul
- Último Destino (Last Resort) 3 Ocho campanas
- Último Destino (Last Resort) 4 Voluntarios obligados
- Último Destino (Last Resort) 5 Tripulación en cuadro
- Último Destino (Last Resort) 6 Otro día en la Marina
- Último Destino (Last Resort) 7 Medidas drásticas
- Último Destino (Last Resort) 8 Mala conducta
- Último Destino (Last Resort) 9 Cenicienta Libertad
- Último Destino (Last Resort) 10 Malditos torpedos
- Último Destino (Last Resort) 11 Contra viento y marea
- Último Destino (Last Resort) 12 La punta de lanza
- Último Destino (Last Resort) 13 Vuelo controlado contra el terreno

## Reparto

### Actores principales
- Andre Braugher como el Capitán Marcus Chaplin.
- Scott Speedman como el Oficial Ejecutivo, Teniente Comandante Sam Kendal.
- Daisy Betts como la Teniente Grace Shepard, navegante e hija del Contraalmirante Arthur Shepard, este último un viejo amigo del Capitán Chaplin.
- Camille De Pazzis como Sophie Girard, líder francesa del centro de comunicaciones de la OTAN.
- Dichen Lachman como Tani Tumrenjack, dueña del bar Santa Marina.
- Daniel Lissing como el sargento James King, SEAL de la Armada de los Estados Unidos.
- Sahr Ngaujah como Julián Serrat, el déspota local.
- Autumn Reeser como Kylie Sinclair, a Washington, D.C. lobbyist for her family's weapons manufacturing company.
- Jessy Schram como Christine Kendal, esposa del Teniente Comandante Sam Kendal.
- Robert Patrick como el Suboficial Mayor Joseph Prosser, Chief of the Boat (COB) of the USS Colorado.

### Actores secundarios
- Jay Hernández como Paul Wells.
- Michael Ng como el Suboficial Cameron Pitts, operador de sonar.
- Jessica Camacho como la Sargento 1º Pilar Cortez.
- Bruce Davison como el Contraalmirante Arthur Shepard, padre de la teniente Grace Shepard.
- Will Rothhaar como el sargento Josh Brannan.
- Jay Karnes,  inicialmente como subsecretario de Defensa, a continuación Secretario de Defensa, tras la dimisión de su predecesor William Curry.
- Omid Abtahi como Nigel, técnico de vigilancia de la OTAN.

## Recepción de la crítica
La serie ha sido recibida con críticas positivas, con una puntuación de 74 sobre 100 basada en 30 comentarios de Metacritic.

## Difusión internacional
En Canadá, el programa se transmite simultáneamente a la emisión estadounidense de Global los jueves a las 8:00 p. m..
La serie se estrenó en la región de Asia y el Pacífico en AXN Asia el 2 de octubre de 2012, y posteriormente en América Latina en AXN Latin America, el 7 de noviembre de 2012. Se estrenó en Italia Fox Italia el 8 de octubre 2012. La serie ha sido emitida en Reino Unido e Irlanda por Sky 1 y se estrenó el 30 de octubre 2012. La serie también ha sido emitida en Dinamarca por  TV3 y se estrenó el 7 de noviembre de 2012. En España, la serie es emitida por Cuatro como "Último destino".